# Казете Мастего Пињо Пелицара (Верона)
Казете Мастего Пињо Пелицара је насеље у Италији у округу Верона, региону Венето.
Према процени из 2011. у насељу је живело 205 становника. Насеље се налази на надморској висини од 183 м.